# Manuel Solís Palma
Manuel Solís Palma (* 3. Dezember 1917 in der Provinz Los Santos; † 6. November 2009 in Panama-Stadt) war der 41. Staatspräsident von Panama.
Solís Palma übernahm am 26. Februar 1988 als Nachfolger von Eric Arturo Delvalle das Amt des Staatspräsidenten und hatte es bis zum 1. September 1989 inne. Sein Nachfolger wurde Francisco Rodríguez.
Am 6. November 2009 starb er im Alter von 91 Jahren in Panama-Stadt an einem Lungenödem.